# کرایدر رایزنر ایکس‌سی-۳۱
کرایدر رایزنر ایکس‌سی-۳۱ (به انگلیسی: Kreider-Reisner_XC-31) یک هواگرد ملخ‌پیشین تک‌موتوره از نوع Single-engine transport ساخت شرکت فیرچایلد ایرکرفت است. هواگرد کرایدر رایزنر ایکس‌سی-۳۱ نخستین پروازش را در ۲۲ سپتامبر ۱۹۳۴ میلادی انجام داد. در مجموع، تعداد ۱ فروند از این هواگرد ساخته شده‌است.